# Grg m/48
«Карл Гу́став» (полное наименование швед. Granatgevär model 48 Carl Gustaf, сокр. швед. Grg m/48, буквально гранатомёт образца 1948 года «Карл Густав») — шведский ручной противотанковый гранатомёт многоразового применения. Гранатомёт предназначен для уничтожения бронированных целей, фортификационных сооружений, оборудованных и необорудованных огневых позиций и живой силы противника, а также для постановки дымовых завес и подсветки местности.

## История
Оружие разработано на базе противотанкового ружья времён Второй мировой войны — Carl Gustaf Pvg m/42. Гранатомёт был разработан инженерами-конструкторами Королевской администрации вооружения Швеции (KAFT) Хуго Абрамсоном и Гаральдом Йентценом. Как и его предшественник модели m/42, названием «Карл Густав» гранатомёт обязан одноименной фабрике Carl Gustav Stads Gevärsfaktori, на которой было организовано серийное производство гранатомётов.
Первая модель Carl Gustaf m/48 (Carl Gustaf M1) была принята на вооружение шведской армии в 1948 году.
С конца 1970-х гг. на вооружении различных стран мира находится главным образом усовершенствованная модель гранатомёта, известная под заводским индексом изготовителя FFV 550 (или под войсковым индексом M2-550), разработанная в сер. 1970-х годов и впервые продемонстрированная международной прессе в 1975 году.
Очередная модификация, известная как M3, стала поступать в продажу на международном рынке стрелкового оружия в 1990-е годы.
Модели M3 и M4 изготавливаются с применением полимерных материалов, детали, наиболее подверженные быстрому износу, сделаны легко заменяемыми без ущерба для эксплуатационных и тактико-технических характеристик оружия.

## Конструкция
«Карл Густав» является лёгким динамореактивным (с минимальной отдачей при выстреле) однозарядным ручным гранатомётом с нарезным стволом (конструкция ствола зависит от модели). Оснащён механическим ударно-спусковым механизмом с ручным предохранителем, двумя пистолетными рукоятками (передняя для удержания, а задняя — управления огнём), плечевым упором, двуногой сошкой и рукояткой для переноски (на M3). Спусковой механизм расположен на правой стороне, слева — откидные механические прицельные приспособления открытого типа в виде мушки и целика и кронштейн для крепления оптического прицела, оснащённого лазерным дальномером.
Штатный расчёт орудия состоит из двух человек — стрелка и заряжающего.

## Модификации
Известно четыре модели гранатомёта:
- Carl Gustaf M1 — базовая модель 1948 года, имевшая массу в боевой конфигурации 16,35 кг;
- Carl Gustaf M2 — более совершенная модель разработанная в 1964 году, её масса была уменьшена до 14 кг. Имеет 2-кратный оптический прицел;
- Carl Gustaf M3 (Grg m/86) — третья модель гранатомёта разработанная в 1991 году. Стальной ствол заменён на тонкостенный лейнер (стальной нарезной вкладыш) в кожухе из стеклопластика, что позволило уменьшить массу оружия до 10 кг. Имеет рукоять для переноски (по типу винтовки M-16), 3-кратный оптический прицел.

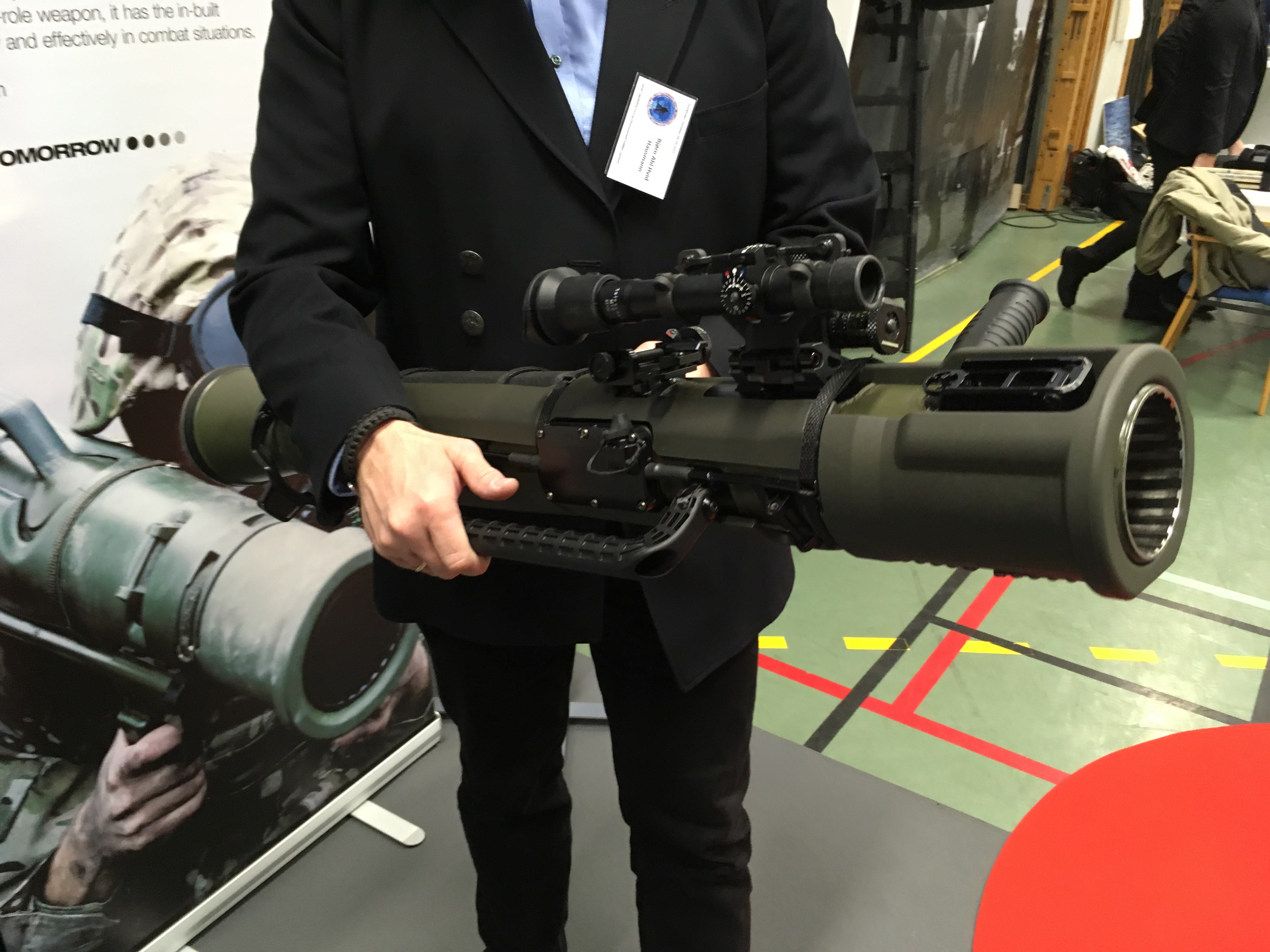
РПГ «Карл Густав M4»

- Carl Gustaf M4 — четвёртая, усовершенствованная модель, представленная в 2014[2] году. Вес новой модели составляет 6,8 кг[3], достигнут за счет использования титанового лейнера и углепластикового кожуха, длина менее 1000 мм.

## Тактико-технические характеристики модификации M3
- Калибр: 84 мм
- Тип: динамореактивный (безоткатный + некоторые типы гранат являются активно-реактивными)
- Длина: 1130 мм
- Масса: 9,5 кг
- Масса с оптическим прицелом: 14 кг
- Эффективная дальность стрельбы:
  - по неподвижным целям — 700 м,
  - по движущимся целям — 150 м,
  - по неподвижным целям активно-реактивной гранатой — 1000 м
- Бронепробиваемость: более 500 мм (с ДЗ 400 мм)

### Номенклатура гранат
| Индекс выстрела)                                      | Тип боевой части                               | Вес выстрела, кг | Калибр гранаты, мм | Бронепробиваемость, мм   | Начальная скорость гранаты, м/с | Эффективная дальность, м                          |
| ----------------------------------------------------- | ---------------------------------------------- | ---------------- | ------------------ | ------------------------ | ------------------------------- | ------------------------------------------------- |
| 84 мм HEAT 551                                        | кумулятивная                                   | 3,2              | 84                 | 350                      | 254                             | 700                                               |
| 84 мм HEAT 551C                                       | кумулятивная                                   | 3,5              | 84                 | 400+                     | 245                             | 700                                               |
| 84 мм HEAT 751                                        | тандемная кумулятивная                         | 3,8              | 84                 | ДЗ + 500                 | 210                             | 600                                               |
| 84 мм ILLUM 545C                                      | осветительные боеприпасы                       | 3,1              | 84                 | освещаемая зона 400—500. | 260                             | минимальная дальность 300, максимальная 2100      |
| 84 мм Smoke 469C                                      | дымовые боеприпасы                             | 3,1              | 84                 | -                        | 240                             | 1300                                              |
| 84 мм HEDP 502                                        | бронебойно-осколочная                          | 3,3              | 84                 | 150                      | 210                             | 500 по цели типа «бункер», 300 по движущейся цели |
| 84 мм ADM 401                                         | снаряд с ГПЭ (готовыми поражающими элементами) | 2,7              | 84                 | -                        | 300                             | 100                                               |
| 84 мм TP 552 (для имитации траектории 84 mm HEAT 551) | учебный снаряд                                 | 3,2              | 84                 | -                        | 255                             | 700                                               |
| 84 мм HE 441D                                         | осколочная                                     | 3,2              | 84                 | -                        | 240                             | -                                                 |

## На вооружении

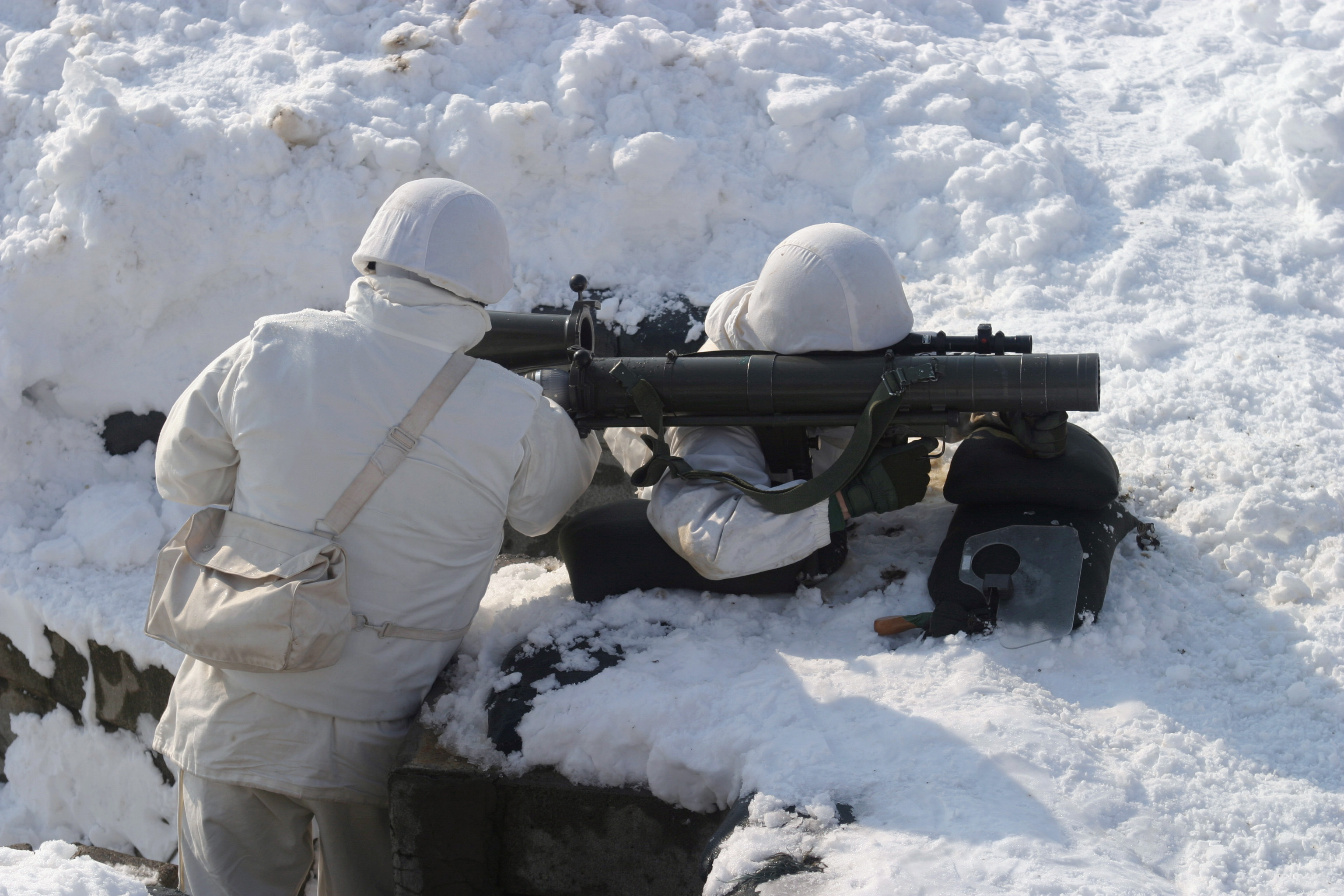
Бойцы Сухопутных сил самообороны Японии с японской копией Carl Gustav

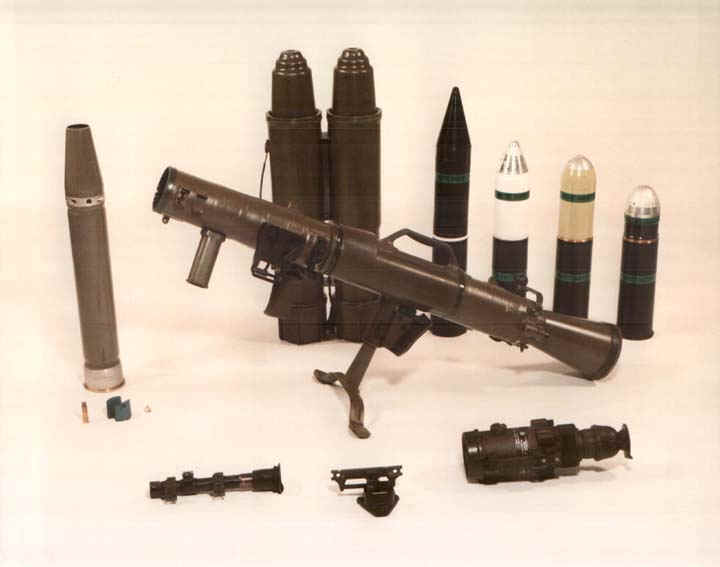
Гранатомёт M3 Сил спецопераций Армии США с полным набором амуниции

Безоткатные орудия Carl Gustaf в значительном количестве поставлялись на экспорт и до настоящего времени состоят на вооружении армий многих стран мира.
Современные эксплуатанты:
- Австралия: в 1965 году Carl Gustaf M2 был принят на вооружение ВС Австралии под обозначением MRAAW L14A1. В начале 2000-х был заменён на CG M3, обозначаемый как 84mm Medium Direct Fire Support Weapon (MDFSW) M3. Обслуживаются и модернизируются предприятием SAAB Cars-Australia.[4][5][6]
- Австрия: в 1966 году Carl Gustaf M2 выбран стандартным гранатомётом Бундесхеера, принят на вооружение под обозначением 8,4cm-Panzerabwehrrohr (PAR) 66/79. В 2000-х годах для 7-й егерской бригады и отряда специального назначения Jagdkommando закуплены CG M3, обозначаемые как 84mm RCL "Carl Gustaf" M3.
- Аргентина: в 2016 году закуплено 27 Carl Gustaf M4 для подразделений специального назначения сухопутных войск Аргентины.[7]
- Бангладеш: Carl Gustaf M2 состояли на вооружении в 1980-х. В 2021 году заменены на CG M4.[8]
- Белиз: в 1986 году Carl Gustaf M2 выбран основным гранатомётом Сил самообороны Белиза. 8 оставались боеспособными по состоянию на 2012 год.
- Ботсвана: 30 Carl Gustaf M2 закуплено в 1990-х. 10 оставались на вооружении по состоянию на 2019 год.
- Бразилия: в 1990-х закуплено 194 Carl Gustaf M3. Оставались на вооружении по состоянию на 2023 год.[9]
- Буркина-Фасо: в 1990-х закуплено некоторое количество Carl Gustaf M2 для нужд миротворческих миссий. Оставались на вооружении по состоянию на 2023 год.[10]
- Великобритания: Carl Gustaf M2 принят на вооружение в 1968 году, получил обозначение L14A1, Gun, 84mm, Infantry Anti Tank Weapon. Оставался на вооружении Армии Великобритании до замены одноразовыми гранатомётами LAW 80 в cередине 1990-х.[11] В 2023 году было принято решение о закупке 56 CG M4.[12]
- Венгрия: в 2019 году на вооружение сухопутных войск принят Carl Gustaf M4 под обозначением Carl Gustaf M4 84 mm-es hátrasiklás nélküli gránátvető. Первая партия поступила в части в 2020 году.[13][14]
- Венесуэла: в 1970-х годах Carl Gustaf M2 закуплены для нужд сухопутных войск Венесуэлы, получили обозначение Lanzagranadas antitanque Carl Gustav M2. Оставались на вооружении по состоянию на 2019 год.[15] По некоторым данным также были получены CG M3 в 1990-х.[16]
- Гана: 50 84MM schwere Panzerfaust Carl Gustaf закуплено из запасов армии Германии в 1990-х для миротворческих миссий. Некоторое количество оставалось на вооружении по состоянию на 2023 год.[17]
- Гондурас: 120 Carl Gustaf M2 поставлены армии Гондураса в 1980-х годах.[18] 50 единиц оставалось на вооружении по состоянию на 2023 год.[19]
- Греция: в 1990-х годах закуплено 1988 Carl Gustaf M2 для сухопутных войск и ВМС Греции. Получили обозначение Α-Τ CARL GUSTAF. Часть систем была модернизирована до уровня A-T Carl Gustaf EAS с установкой прицелов ночного видения. Планируется замена на NLAW или CG M4.
- Дания: в 1965 году Carl Gustaf M2 принят на вооружение Хемверна Дании под обозначением 84MM Dysekanon (DYKN) M/65. В 1979 году также поступила в запасные части сухопутных войск как DYKN M/79. Все остававшиеся на вооружении к 1992 году системы старых модификаций были улучшены до стандарта, аналогичного новым закупаемым CG M3 (Dysekanon M/85) с присвоением индекса 84MM Dysekanon (DYKN) M/79-94. Начиная с 2021 года все варианты заменяются на CG M4.
- Замбия: в 2000-х закуплено 40 Carl Gustaf M2. Не менее 12 оставались на вооружении по состоянию на 2023 год.[20]
- Индия: варианты M2, М3 и М4 на вооружении всех родов войск, Carl Gustaf M3 имеет обозначение 84MM RCL Mk. 3: The Carl Gustaf, а CG M4 84MM RCL M4. CG М2 преимущественно в резерве, а более новые версии у строевых частей. Боеприпасы производятся по лицензии государственным предприятием India OFB.
- Ирландия: Carl Gustaf M1 принят на вооружение пехотных частей ВС Ирландии в 1961 году с присвоением обозначения Carl Gustav 84mm Recoil-Less Rifle Platform. В 1999 году заменены на CG M3 (Bofors 84mm Anti-Tank Gun).[21]
- Канада: в 1966 Carl Gustaf M2 принят на вооружение в качестве основного тяжёлого гранатомёта ВС Канады под обозначением Carl Gustav 84mm Short Range Anti-armour Weapon (Medium) / 84mm AABCMP (Arme anti-blindé de courte ou moyenne portée). В 2005 году все CG M2 переданы в резервные подразделения, а регулярные части перевооружены на CG M3. Также у подразделений специального назначения имеется облегчённый вариант CG M4[22].
- Катар: 40 Carl Gustaf M2 куплено в 1990 году, некоторое количество оставалось на вооружении по состоянию на 2023 год.[23]
- Кения: 56 б/у Carl Gustaf M2 куплено у Швеции в конце 2000-х, некоторое количество оставалось на вооружении по состоянию на 2023 год.[24]
- Кувейт: в 1967 году куплено 2 Carl Gustaf M2 для использования в исследовательских целях. Впоследствии заказано около 200 орудий, некоторое количество оставалось на вооружении по состоянию на 2023 год.[25]
- Латвия: 430 Carl Gustaf M2 получены в 2000-х. Ещё 800 CG M2 были подарены Норвегией в 2015 году. Применяются преимущественно подразделениями Земессардзе.
- Ливия: более 500 Carl Gustaf различных модификаций куплены в 2000-х. Оставались на вооружении по состоянию на 2023 год.[26]
- Литва: в 1990-х годах получено некоторое количество Carl Gustaf M2, приняты на вооружение сухопутных сил Литвы под обозначением Prieštankinis granatsvaidis "Carl Gustaf" M2. Позже были закуплены также CG M3. Суммарно на вооружении имела более 370 штук. В 2022 году было объявлено о планах закупки CG M4.
- Малайзия: с 1975 года Carl Gustaf M2 является стандартным гранатомётом сухопутных войск Малайзии. В 2000-х закуплено в дополнение некоторое количество CG M3. В 2021 также заказано 110 CG M4.
- Мьянма: Carl Gustaf M2 принят на вооружение в 1984 году как MA-84, с тех пор более 1000 орудий поставлено в лёгкопехотные части ВС Мьянмы. Начиная с 2000-х годов производятся нелицензионная копия CG M2 под обозначением BA-84 Mk. 1  и его доработанный вариант BA-84 Mk. 2.
- Нигерия: некоторое количество Carl Gustaf M2 закуплено в 1970-х. Оставались на вооружении по состоянию на 2023 год.[27] В нигерийской армии для него разработана тренога, аналогичная СПГ-9.
- Новая Зеландия: в 1966 году Carl Gustaf M2 закуплены для подразделений специального назначения, получили обозначение 84mm L14A1 Carl Gustav Medium Direct Fire Support Weapon. В 2000-х годах заменены на CG M3, обозначаемые как 84mm Carl Gustaf Medium Anti-Armour Weapon (MRAAW).
- Норвегия: в 1970 году Carl Gustaf M2 закуплены для сухопутных войск Норвегии. В 1997 году все остававшиеся на вооружении CG M2 списаны и заменены на CG M3.
- Словакия: летом 2017 года армией Словакии принят на вооружение Carl Gustaf M4, сделав её первой страной-оператором этой модификации.
- Словения: Carl Gustaf M4 закуплены в 2018 году.[28]
- ОАЭ: 250 Carl Gustaf M3 закуплены в начале 2000-х. Оставались на вооружении по состоянию на 2023 год.[29]
- Польша: стандартный гранатомёт Специальных войск Польши, по состоянию на 2024 год суммарно было заказано 6000 Carl Gustaf M4.[30]
- Португалия: в 1982 году Carl Gustaf M2 принят на вооружение сухопутных войск и ВМС Португалии под обозначением Canhão Sem Recuo 84 mm Carl Gustav M2 m/94.  Более 100 оставалось на вооружении по состоянию на 2023 год.
- Саудовская Аравия: 300 орудий Carl Gustaf M2 куплены в 1980-х. Оставались на вооружении по состоянию на 2023 год.[31]
- Сьерра-Леоне: некоторое количество Carl Gustaf M2 закуплено в 1990-х. Оставались на вооружении по состоянию на 2023 год.[32]
- США — первая опытная партия закуплена в 1970-е гг. для Армии и КМП США, в 1990-е гг. принят на вооружение под индексом M3 RAWS (Ranger Antitank Weapon System),[33] находится на вооружении нескольких видов ВС в модифицированном виде под индексом M3 MAAWS[34]

-  Командование специальных операций США
-  Командование специальных операций Армии США (рейнджеры)
-  Командование специальных операций ВМС США (SEAL)
-  Командование сил специальных операций корпуса морской пехоты США (FORECON)

- Тринидад и Тобаго: в начале 1980-х для Полка Тринидада и Тобаго закуплено 24 Carl Gustaf M2. Получили обозначение 84mm, Carl Gustav RCL. Все оставались боеспособны по состоянию на 2017 год.
- Украина: 100 Carl Gustaf SRAAW (M) и 2000 боеприпасов к ним переданы из запасов армии Канады в 2022 году[35], кроме них, в 2023 поставлено некоторое количество CG M3 из США или Швеции. CG M2 в ВСУ обозначаются как Протитанковий гранатомет «Carl Gustaf», а CG M3 как 84-ММ Система M3 «Carl Gustav».
- Чили: в 2008 году для армии Чили закуплено несколько сотен Carl Gustaf M3[36], являются основным противотанковым средством в профессиональных пехотных подразделениях. В 2024 году принят на вооружение CG M4.[37]
- Швеция
- Эстония: Carl Gustaf M2 закуплены в 2000 году, в армии Эстонии получили обозначение 84 mm tankitõrjegranaadiheitja Carl-Gustav M2. В 2014 году были дополнены 200 CG M3. Начиная с 2021 года, обе модификации заменяются на CG M4 (суммарно заказано более 670 единиц).
- Япония: в 1978 году было заключено соглашение на лицензионное производство (под обозначением FT-84) 8 тыс. Carl Gustaf M2[38] фирмой Howa Kougyou. Всего в Силы самообороны между 1979 и 1990 годами поставлено 2700 штук. Получили обозначение 84mm Ku-Hando-Ho Carl Gustaf. В 2012 году начались закупки CG M3. Новая версия поступила в войска как 84mm Mu-Hando-Ho (B). По данным отчёта Японии в ООН, в 2023 году на вооружении оставалось 2670 шт.[39]

Бывшие операторы:
- Бельгия: небольшое количество Carl Gustaf M2 находилось на вооружении подразделений специального назначения ВС Бельгии. Между 2013 и 2020 годами заменены на MATADOR.
- Германия: Carl Gustaf M2 в 1970-х состояли на вооружении Бундесвера в качестве основного тяжёлого противотанкового гранатомёта под обозначением 84MM schwere Panzerfaust Carl Gustaf. Были вытеснены комплексом Panzerfaust 3. Примерно до 2008 года оставались в резерве для использования во время учений с осветительными боеприпасами DM16 84mm ILLUM под названием Leuchtbüchse 84 mm.
- Колумбия: в 1990-х годах поставлено небольшое количество Carl Gustaf M3. Списаны к 2023 году.[40] По словам министра внутренних дел Венесуэлы Тарека Эль-Айссами, именно с помощью поставленного из Колумбии CG M3 было осуществлено покушение на президента Уго Чавеса в 2008 году.[41]
- Перу: небольшое количество Carl Gustaf M2 состояло на вооружении подразделений специального назначения ВМС Перу. Списаны между 2014 и 2023 годами.[42]
- Нидерланды:  Carl Gustaf M2 с 1964 года состоял на вооружении армии и ВМС Нидерландов под обозначением Antitankbrisantgranaatraketwerper, Terugstootloze vuurmond (TLV) 84 mm, Carl Gustaf M-2. В середине 1980-х частично вытеснены M47 Dragon, остальные заменены на Panzerfaust 3 в 1998 году.
- Сингапур: Carl Gustaf M2 под обозначением L14A1 Carl Gustav 3.3in Recoilless Rifle были приняты на вооружение в 1970-х. Часть была установлена на бронетранспортёры и обозначалась Carl Gustav RR Portee. Наличные L14A1 дополнены CG M3 (Carl Gustav M3 Recoilless Rifle) в 2000-х. Между 2013 и 2017 годами обе модификации заменены на Spike-SR и MATADOR.

## Боевое применение
- - Операция ООН в Конго (1961–1964): применялись контингентами Швеции и Ирландии.
  - Война во Вьетнаме (1965–1975): L14A1 использовались армией Австралии.
  - Фолклендская война (1982): L14A1 использовались парашютистами и морскими пехотинцами ВС Великобритании.
  - Гражданская война на Шри-Ланке (1983–2009)
  - Война в Персидском заливе (1990—1991)
  - Восстанание сапатистов (1994–1995)
  - Операция «Виджай» (1999)
  - Война в Афганистане (2001—2021).
  - Война в Ираке (2003—2011).
  - Гражданская война в Сомали.
  - Гражданская война в Ираке (2011—2017).
  - Вторжение в Ливию (2011)
  - Гражданская война в Ливии (2014—2020)
  - Гражданская война в Сирии: применяются подразделениями США, развёрнутыми в 2017 году в рамках операции «Непоколебимая решимость».
  - Война на Украине.